# Liga de Fútbol de Primera División
Die Liga de Fútbol de Primera División, kurz FPD, ist die höchste Spielklasse im costa-ricanischen Fußball. Sie wird vom Ligaverband UNAFUT im Auftrag des costa-ricanischen Fußballverbandes Federación Costarricense de Fútbol (FEDEFUTBOL) organisiert. Aktueller Titelträger (Clausura 2024) ist CD Saprissa.

## Geschichte
Seit 1921 wird der costa-ricanische Landesmeister ausgespielt. In der ersten Saison nahmen sieben Mannschaften - CS Herediano, SG Española, CS La Libertad, CS Cartaginés, SG Limonense, CS La Unión de Tres Ríos und LD Alajuelense - an der Meisterschaft teil. CS Herediano, der bis heute 27 Titel feiern konnte, wurde seinerzeit erster costa-ricanischer Meister. 1954 und 1956 fiel die Meisterschaft wegen Terminproblemen aus.
1961 spaltete sich die costa-ricanische Fußballmeisterschaft in zwei konkurrierende Wettbewerbe auf. Fünf der acht in der ersten Liga vertretenen Mannschaften gründeten ihren eigenen Verband, die restlichen drei spielten ihrerseits einen Landesmeister aus. Nach Ende der Spielzeit konnte man sich auf eine Wiedervereinigung der Wettbewerbe einigen. Die fünf „rebellischen“ Mannschaften waren automatisch für die Meisterschaft 1962 qualifiziert, die drei anderen mussten in Relegationsspielen gegen die drei besten Mannschaften der zweiten Liga antreten. So kam es, dass Carmen FC, Meister der Dreier-Liga, in die Zweitklassigkeit abstieg.
1990 fiel zum dritten Mal in der Geschichte der Liga die Meisterschaft aus. Grund war die Teilnahme der Nationalmannschaft an der Weltmeisterschaft 1990 und der Wechsel von einer Saison im Kalenderjahr zu einer von Juli bis Mai.
Seit 1990 wird die bis dahin nach Kalenderjahr ausgetragene Meisterschaft von Juli bis Mai ausgespielt.
Seit der Saison 2007/08 werden in jeder Saison zwei Meister gekürt, die Apertura heißt Invierno, die Clausura Verano; auch seit einigen Jahren zuvor wurde die Liga im Apertura/Clausura-System ausgespielt, am Ende spielten die beiden Sieger dann aber noch den Meister aus.
Das neue FIFA-Lizenzierungselement für Profiklubs trat zu Beginn des Inviernos 2010 teilweise in Kraft, zum Verano 2013 hin wird das komplette Reglement in das Teilnahmereglement mit eingebunden.
Während der zweiten Hälfte der Saison 2010/11 wurde ein Mitgliedsklub (Liberia Mía CF/CD Barrio México) aufgrund extremer finanzieller Unregelmäßigkeiten und Verstößen gegen mehrere Regeln und Statuten aus der UNAFUT und damit aus der Primera División ausgeschlossen. Nachdem die Liga 2011/12 mit nur 11 Mannschaften an den Start ging, werden es in der Saison 2012/13 wieder 12 sein, da der Letztplatzierte 2012 ein Relegationsspiel gegen den Vizemeister der 2. Liga bestreitet, anstatt direkt abzusteigen.
Zur Saison Verano 2014 hin wurde der Liganame von Primera División de Costa Rica zu Liga de Fútbol de Primera División de Costa Rica, kurz FPD, geändert, mit dem Ziel, eine Marke für den Erstligafußball zu erschaffen. Seitdem wurde der Marketingaufwand deutlich gesteigert und die UNAFUT ist bemüht zu erreichen, dass sich Anhänger aller Vereine mit dem Produkt FPD identifizieren.
Seit der Saison 2016/17 werden die Playoffs durch eine Meisterschaftsrunde ersetzt.
Seit der Saison 2017/18 werden die Spielzeiten wieder Apertura und Clausura, statt Invierno (Winter) und Verano (Sommer) genannt.
Ab 2018/2019 wurden die Meisterschaftsrunde wieder durch Playoffs ersetzt, jedoch muss der Sieger dieser Runde wie in den letzten beiden Spielzeiten gegen den Ersten der Hauptrunde die Meisterschaft in einem Finale ausspielen.

## Aktueller Austragungsmodus (2019/20)
Die Saison 2019/20 ist in die zwei Spielzeiten Campeonato Apertura 2019 und Campeonato Clausura 2020 aufgeteilt. Die beiden Meisterschaften werden im folgenden Modus ausgespielt:

### Hauptrunde
Die zwölf teilnehmenden Mannschaften spielen in einer Einfachrunde (Hin- und Rückspiel) im Modus "Jeder gegen Jeden" die besten vier Mannschaften aus, welche anschließend die Finalrunde bestreiten. Der Bestplatzierte ist zudem für das große Finale gesetzt. Der Spielplan der beiden Meisterschaften ist, im Gegensatz zu vorherigen Spielzeiten, nicht identisch.

### Finalrunde
Die vier qualifizierten Mannschaften treffen in Halbfinale und Finale aufeinander. Beide Phasen werden in Hin- und Rückspiel ausgetragen, wobei das besser Platzierte Team Heimrecht genießt. Sollte der Erstplatzierte diese Playoffs gewinnen, ist er direkt Meister; ist dies nicht der Fall, qualifiziert er sich für das große Finale.

### Großes Finale
Sollten der Gewinner der Hauptrunde und der Finalrunde nicht das gleiche Team sein, so bestreiten diese das Große Finale um in Hin- und Rückspiel den Meister auszuspielen. Das Team mit der höchsten Gesamtpunktzahl aus Haupt- und Finalrunde erhält das Heimrecht.

### Abstieg
Aus den Hauptrunden der beiden Meisterschaften (Apertura und Clausura) wird eine Gesamttabelle erstellt. Der Letztplatzierte in dieser Wertung steigt in die Liga de Ascenso-Segunda División ab.

## Sponsoring

### Liganame
Seit der Einführung der Torneos Cortos, sprich zwei Meisterschaften pro Saison, im Jahr 2007 vermarktet die UNAFUT den Liganamen der FPD. Erster Titelsponsor wurde die Scotiabank, aktueller Sponsor ist die staatliche Bank Banco Popular. Der Namensgeber der Liga wird als einer der Elitesponsoren der Liga angesehen.
- Invierno 2007-Verano 2011: Scotiabank (Privatbank)
- Invierno 2011-Verano 2013: ProGol (Glücksspiel)
- Invierno 2013-Verano 2015: Junta de Protección Social (Glücksspielanbieter)
- Invierno 2015-Clausura 2018: Banco Popular (Staatliche Bank)
- Seit Apertura 2019: Banco Promerica (Privatbank)

### Elitesponsoren
Die Elitesponsoren der FPD unterstützen die UNAFUT sowohl finanziell als auch strategisch. Der Titelsponsor der FPD ist gleichzeitig einer der Elitesponsoren.
- Invierno 2011-Invierno 2013: Junta de Protección Social
- Verano 2014-Clausura 2018: Banco Popular

### Spielball
Bis einschließlich der Saison 2002/03 durfte jeder Verein selbst entscheiden, von welchem Hersteller die Bälle für ihre Heimspiele sein sollten (solange der Ball den Anforderungen der FIFA entsprach). So kamen in der Saison 2002/2003 beispielsweise Bälle dreier Hersteller im Einsatz.
Zur Saison 2003/2004 hin schrieb die UNAFUT jedoch erstmals einen Wettbewerb aus, um einen einheitlichen Spielball zu ermitteln. Der erste Ballsponsor wurde die US-amerikanische Firma Wilson, mit welcher der Vertrag auch zwischendurch verlängert wurde. Aktueller Hersteller des offiziellen Spielballs ist die Firma Voit. Jede Spielzeit (zwei pro Jahr) gibt es einen neuen offiziellen Spielball.
- 2003/04-Invierno 2010: Wilson
- Verano 2011-Verano 2015: Mitre
- Seit Invierno 2015: Voit

### Ärmelwerbung
Seit der Saison 2011/12 hat die FPD einen offiziellen Ärmelsponsor. Somit wird auf dem rechten Ärmel eines jeden Trikots der zwölf Erstligisten nun nicht mehr nur das Logo der Liga, sondern auch das des Ärmelsponsors stehen; auf dem linken Ärmel müssen die Klubs wie bisher die costa-ricanische Flagge einbinden. Nachdem zunächst zwei Tageszeitungen der Grupo Nación Sponsoren waren, ist seit der Saison 2015–16 der Titelsponsor der Liga gleichzeitig auf den Trikotärmeln vertreten.
- Invierno 2011-Invierno 2014: Al Día (Tageszeitung)
- Verano 2015: La Nación (Tageszeitung)
- Invierno 2015-Clausura 2018: Banco Popular
- Seit Apertura 2019: Banco Promerica (Privatbank)

### Übertragungsrechte

#### Free-TV
Jeder Verein verhandelt selbst mit den nationalen Fernsehkanälen, über die Übertragungsrechte seiner Heimspiele. Momentan besitzen drei Medienkonzerne die Fernsehrechte der Erstligisten im Free-TV:
- Representaciones Televisas S.A. (Repretel 4, Repretel 6, Repretel 11): AD Municipal Grecia FC, Belén FC, LD Alajuelense und Limón FC.
- Televisora de Costa Rica S.A. (Teletica, XpertTV): AD Carmelita, AD Municipal Pérez Zeledón, CD Saprissa und CS Cartaginés.
- Multimedios (Multimedios CR 44): AD San Carlos, AD Santos de Guápiles, CF Universidad de Costa Rica und CS Herediano (einige Begegnungen, siehe Pay-TV)

#### Pay-TV
Seit Beginn der Saison 2018–19 werden einige der Spiele exklusiv im Pay-TV gezeigt, in beiden Fällen über das Digitalangebot eines Kabelfernsehanbieters und über eine Sublizenzierung der Free-TV-Rechte.
- Cabletica (TD+) durch Sublizenz vom Mutterkonzern Televisora de Costa Rica: AD Carmelita, AD Municipal Pérez Zeledón und CS Cartaginés (einzelne Spiele gegen kleinere Vereine)
- Millicom/Tigo (Tigo Sports) durch Sublizenz von Multimedios: AD San Carlos, AD Santos de Guápiles, CF Universidad de Costa Rica und CS Herediano (Großteil der Begegnungen, insbesondere Entscheidungsspiele, exclusiv).

#### Internationale Rechte
- ESPN Inc. (ESPN 2 Norte) durch Sublizenz von Televisora de Costa Rica: CD Saprissa (in Mexiko und Mittelamerika)

## Besonderheiten
- In jedem Stadion müssen sich nebeneinander vier Flaggen befinden: Eine Costa-Rica-Flagge als Flagge des Heimatlandes, eine Flagge der UNAFUT als Flagge des Turnierveranstalters, eine Flagge des amtierenden Meisters und eine Flagge des Heimvereins. Diese Regel gilt auch in allen anderen Ligen Costa Ricas (statt UNAFUT-Flagge mit Flagge des organisierenden Verbandes).
- Mit jeder Auflage wird ein berühmter Ex-Spieler, -Trainer oder -Funktionär gewürdigt, als Untertitel des Saisonlogos steht somit „Dedicado: …“.
- In jedem Kader (aus maximal 30 Spielern bestehend) dürfen sich höchstens vier Ausländer befinden.

## Teilnehmer 2017/18
Bis auf Absteiger AD San Carlos werden alle weiteren elf Vereine der vorherigen Saison weiterhin teilnehmen. Hierbei ist jedoch zu beachten, dass Belén FC seinen Namen zu Guadalupe FC verändert hat und in die gleichnamige Stadt umgezogen ist. Neu dabei ist AD Municipal Grecia FC als Aufsteiger aus der Liga de Ascenso-Segunda División.
Von den sieben costa-ricanischen Provinzen hat lediglich Puntarenas keinen Vertreter in der FPD. Die Provinz San José ist mit vier Vereinen am stärksten vertreten, während die Stadt Alajuela zwei Vereine (AD Carmelita und LD Alajuelense) beheimatet.
| Verein                     | Herkunft (Kanton, Provinz) | Gründung | Erste Teilnahme | Erstklassig seit | Stadion (Kapazität)                    | M/P-Titel | TV-Rechte | Ausrüster    |
| -------------------------- | -------------------------- | -------- | --------------- | ---------------- | -------------------------------------- | --------- | --------- | ------------ |
| AD Carmelita               | Alajuela, Alajuela         | 1948     | 1958            | Invierno 2012    | Rafael Bolaños (1.000)                 | 1/0       | ExtraTV   | ProSport     |
| AD Municipal Grecia FC     | Grecia, Alajuela           | 1965     | Apertura 2017   | Apertura 2017    | Allen Riggioni Suárez (4.000)          | 0/0       | Repretel  | Living Sport |
| AD Municipal Liberia       | Liberia, Guanacaste        | 1977     | 2001            | Invierno 2015    | Edgardo Baltodano Briceño (6.500)      | 1/0       | Teletica  | ProSport     |
| AD Municipal Pérez Zeledón | Pérez Zeledón, San José    | 1991     | 1991/92         | 1991/92          | Municipal Otto Ureña (5.500)           | 1/0       | Teletica  | Textiles JB  |
| AD Santos de Guápiles      | Pococí, Limón              | 1961     | 1999/00         | Invierno 2009    | Ebal Rodrígez Aguilar(4.500)           | 0/0       | Teletica  | Living Sport |
| CD Saprissa                | Tibás, San José            | 1935     | 1949            | 1949             | Estadio Ricardo Saprissa Aymá (23.112) | 34/6      | Teletica  | Kappa        |
| CS Cartaginés              | Cartago, Cartago           | 1906     | 1921            | 1984             | José Rafael "Fello" Meza (13.500)      | 3/5       | Teletica  | Joma         |
| CS Herediano               | Heredia, Heredia           | 1921     | 1921            | 1921             | Eladio Rosabal Cordero (8.700)         | 26/10     | Repretel  | Umbro        |
| Guadalupe FC               | Goicoechea, San Jose       | 1979     | 1994/95         | Invierno 2011    | José Joaquín "Colleya" Fonseca (4.500) | 0/1       | Repretel  | Pirma        |
| LD Alajuelense             | Alajuela, Alajuela         | 1919     | 1921            | 1921             | Alejandro Morera Soto (18.000)         | 29/9      | Repretel  | Kelme        |
| Limón FC                   | Puerto Limón, Limón        | 1961     | 1964            | Invierno 2010    | Juan Gobán (3.500)                     | 0/0       | Repretel  | Living Sport |
| UCR FC                     | Montes de Oca, San José    | 1941     | 1941            | Invierno 2013    | Jorge Hernán "Cuty" Monge (5.500)      | 1/1       | Repretel  | Saeta        |

## Aktuelle Spielzeit
Siehe Liga Promerica Clausura 2020.

## Meister (1921 bis heute)

### Nach Spielzeit
- 1921: CS Herediano
- 1922: CS Herediano
- 1923: CS Cartaginés
- 1924: CS Herediano
- 1925: CS La Libertad
- 1926: CS La Libertad
- 1927: CS Herediano
- 1928: LD Alajuelense
- 1929: CS La Libertad
- 1930: CS Herediano
- 1931: CS Herediano
- 1932: CS Herediano
- 1933: CS Herediano
- 1934: CS La Libertad
- 1935: CS Herediano
- 1936: CS Cartaginés
- 1937: CS Herediano
- 1938: Orión FC
- 1939: LD Alajuelense
- 1940: CS Cartaginés
- 1941: LD Alajuelense
- 1942: CS La Libertad
- 1943: CF Universidad de Costa Rica
- 1944: Orión FC
- 1945: LD Alajuelense
- 1946: CS La Libertad
- 1947: CS Herediano
- 1948: CS Herediano
- 1949: LD Alajuelense
- 1950: LD Alajuelense
- 1951: CS Herediano
- 1952: CD Saprissa
- 1953: CD Saprissa
- 1954: Nicht ausgetragen (Terminprobleme)
- 1955: CS Herediano
- 1956: Nicht ausgetragen (Terminprobleme)
- 1957: CD Saprissa
- 1958: LD Alajuelense
- 1959: LD Alajuelense
- 1960: LD Alajuelense
- 1961: CS Herediano (ASOFUTBOL, siehe Text oben)
- 1961: Carmen FC* (FEDEFUTBOL, siehe Text oben)
- 1962: CD Saprissa
- 1963: Uruguay de Coronado
- 1964: CD Saprissa
- 1965: CD Saprissa
- 1966: LD Alajuelense
- 1967: CD Saprissa
- 1968: CD Saprissa
- 1969: CD Saprissa
- 1970: LD Alajuelense
- 1971: LD Alajuelense
- 1972: CD Saprissa
- 1973: CD Saprissa
- 1974: CD Saprissa
- 1975: CD Saprissa
- 1976: CD Saprissa
- 1977: CD Saprissa
- 1978: CS Herediano
- 1979: CS Herediano
- 1980: LD Alajuelense
- 1981: CS Herediano
- 1982: CD Saprissa
- 1983: LD Alajuelense
- 1984: LD Alajuelense
- 1985: CS Herediano
- 1986: AD Municipal Puntarenas
- 1987: CS Herediano
- 1988: CD Saprissa
- 1989: CD Saprissa
- 1990: Nicht ausgetragen (Terminprobleme)
- 1990/91: LD Alajuelense
- 1991/92: LD Alajuelense
- 1992/93: CS Herediano
- 1993/94: CD Saprissa
- 1994/95: CD Saprissa
- 1995/96: LD Alajuelense
- 1996/97: LD Alajuelense
- 1997/98: CD Saprissa
- 1998/99: CD Saprissa
- 1999/2000: LD Alajuelense
- 2000/01: LD Alajuelense
- 2001/02: LD Alajuelense
- 2002/03: LD Alajuelense
- 2003/04: CD Saprissa
- 2004/05: LD Alajuelense
- 2005/06: CD Saprissa
- 2006/07: CD Saprissa
- Invierno 2007: CD Saprissa
- Verano 2008: CD Saprissa
- Invierno 2008: CD Saprissa
- Verano 2009: Liberia Mía CF**
- Invierno 2009: Brujas FC
- Verano 2010: CD Saprissa
- Invierno 2010: LD Alajuelense
- Verano 2011: LD Alajuelense
- Invierno 2011: LD Alajuelense
- Verano 2012: CS Herediano
- Invierno 2012: LD Alajuelense
- Verano 2013: CS Herediano
- Invierno 2013: LD Alajuelense
- Verano 2014: CD Saprissa
- Invierno 2014: CD Saprissa
- Verano 2015: CS Herediano
- Invierno 2015: CD Saprissa
- Verano 2016: CS Herediano
- Invierno 2016: CD Saprissa
- Verano 2017: CS Herediano
- Apertura 2017: AD Municipal Pérez Zeledón
- Clausura 2018: CD Saprissa
- Apertura 2018: CS Herediano
- Clausura 2019: AD San Carlos
- Apertura 2019: CS Herediano
- Clausura 2020: CD Saprissa
- Apertura 2020: LD Alajuelense
- Clausura 2021: CD Saprissa
- Apertura 2021: CS Herediano
- Clausura 2022: CS Cartaginés
- Apertura 2022: CD Saprissa
- Clausura 2023: CD Saprissa
- Apertura 2023: CD Saprissa
- Clausura 2024: CD Saprissa

* Carmen FC heute AD Carmelita
** Liberia Mía CF (heute AD Municipal Liberia, 2. Liga)

### Nach Anzahl
| Verein                                               | Anzahl |
| ---------------------------------------------------- | ------ |
| CD Saprissa                                          | 40     |
| LD Alajuelense                                       | 30     |
| CS Herediano                                         | 29     |
| CS La Libertad (heute 4. Liga)                       | 06     |
| CS Cartaginés                                        | 04     |
| Orión FC (heute 3. Liga)                             | 02     |
| CF Universidad de Costa Rica                         | 01     |
| Carmen FC (heute AD Carmelita)                       | 01     |
| CS Uruguay de Coronado (heute 2. Liga)               | 01     |
| AD Municipal Puntarenas (heute 4. Liga)              | 01     |
| Liberia Mía CF (heute AD Municipal Liberia, 2. Liga) | 01     |
| Brujas FC (aufgelöst)                                | 01     |
| AD Municipal Pérez Zeledón                           | 01     |
| AD San Carlos                                        | 01     |

## Pokalwettbewerbe

### Nationaler Pokalwettbewerb
Siehe auch: Torneo de Copa de Costa Rica
Seit den 1920er bis Mitte der 1990er Jahre wurden regelmäßig Pokalturniere zwischen den Erstligamannschaften ausgespielt. Diese Turniere hatten aber oftmals keine Verbindung untereinander, wurden aber offiziell von der FEDEFUTBOL organisiert oder genehmigt und gehen somit in die Statistik ein. Oftmals gab es keine sportlichen Kriterien zur Teilnahme, sondern es wurden Vereine aufgrund ihres Stellenwertes eingeladen.
Nach jahrelangen vergeblichen Versuchen, meist scheiterten die Planungen aufgrund eines möglichen nur geringen wirtschaftlichen Stellenwerts, gelang es UNAFUT und LIFUSE Anfang 2013 die ihnen angeschlossenen Vereine zu überzeugen, der Austragung eines offiziellen nationalen Pokalwettbewerbs zuzustimmen. So beschloss man, von nun an das Turnier jährlich während der Sommerpause auszutragen, mit Teilnehmern aus den beiden oberen Spielklassen.
Seit 2016 wird der Pokalwettbewerb abermals nicht ausgetragen, aber eine Neuaustragung für Mitte 2019 ist in Planung.

### Supercup
Sie auch: Súper Copa de Costa Rica
Anfang wurde vom Präsidium der UNAFUT beschlossen, einen Supercup ins Leben zu rufen, welcher einmal jährlich in der Sommerpause im Nationalstadion ausgespielt werden sollte. Da es in Costa Rica zu diesem Zeitpunkt keinen nationalen Pokalwettbewerb gab, sollten jährlich der Meister des Invierno y der des Verano gegeneinander antreten. LD Alajuelense gewann die erste, und bisher einzige offizielle, Auflage gegen CS Herediano.
Als die UNAFUT im April 2013 in Zusammenarbeit mit der LIFUSE (betreibender Verband der zweiten Spielklasse) einen nationalen Pokalwettbewerb entwickelte, welcher jährlich während eines Monates der Sommerpause ausgespielt wird, beschloss an, den Supercup übergangsweise ruhen zu lassen. Da es nun jährlich einen Pokalsieger gibt, wäre es theoretisch möglich einen Supercup auszuspielen, da es jedoch zwei Meister pro Jahr gibt, müsste einer der beiden bevorzugt werden. Sollte die Primera División in der Zukunft nur noch einen Meister pro Jahr bestimmen, oder der Pokalwettbewerb ebenfalls halbjährlich ausgetragen werden, würde der Supercup wieder eingeführt werden.

## Internationale Erfolge costa-ricanischer Teams

### UNCAF-Copa Interclubes (bis 2007)/CONCACAF League (ab 2017)
- CD Saprissa: 6× Sieger: 1972, 1973, 1978, 1998, 2003; 7× Zweiter: 1971, 1974, 1996, 1997, 2001, 2004, 2007, 2019
- LD Alajuelense: 3× Sieger: 1996, 2002, 2005; 2× Zweiter: 1999, 2000
- Puntarenas FC: 1× Sieger: 2006
- CS Herediano: 1× Sieger: 2018
- CS Cartaginés: 1× Zweiter: 1978
- AD Santos de Guápiles: 1× Zweiter: 2017

### CONCACAF Champions Cup (bis 2008)/Champions League (ab 2008/09)
- CD Saprissa: 3× Sieger: 1993, 1995, 2005; 2× Zweiter: 2004, 2008
- LD Alajuelense: 2× Sieger: 1986, 2004; 3× Zweiter: 1971, 1992, 1999
- CS Cartaginés: 1× Sieger: 1994

### FIFA-Klub Weltmeisterschaft
- CD Saprissa: 1× Dritter: 2005